# Magny-Lambert
 Magny-Lambert  es una población y comuna francesa, en la región de Borgoña, departamento de Côte-d'Or, en el distrito de Montbard y cantón de Baigneux-les-Juifs.

## Demografía
| 250 | 300 | 294 | 286 | 337 | 350 | 328 | 316 | 304 | 300 | 295 | 299 | 290 | 278 | 272 | 241 | 229 | 230 | 202 | 205 | 221 | 191 | 212 | 190 | 175 | 167 | 174 | 148 | 123 | 108 | 98 | 105 | 105 |
| Para los censos de 1962 a 1999 la población legal corresponde a la población sin duplicidades (Fuente: INSEE [Consultar]) |     |     |     |     |     |     |     |     |     |     |     |     |     |     |     |     |     |     |     |     |     |     |     |     |     |     |     |     |     |    |     |     |